# Tre Valli Varesine 2006
La Tre Valli Varesine 2006, ottantaseiesima edizione della corsa e valida come evento dell'UCI Europe Tour 2006 categoria 1.HC, si svolse il 15 agosto 2006 su un percorso di 199 km. La vittoria fu appannaggio dell'italiano Stefano Garzelli, che completò il percorso in 5h19'15", precedendo i connazionali Rinaldo Nocentini e Raffaele Ferrara.
Sul traguardo di Campione d'Italia 74 ciclisti, sui 126 partiti da Varese, portarono a termine la competizione.

## Ordine d'arrivo (Top 10)
| Pos. | Corridore         | Squadra         | Tempo    |
| ---- | ----------------- | --------------- | -------- |
| 1    | Stefano Garzelli  | Liquigas        | 5h19'15" |
| 2    | Rinaldo Nocentini | Acqua & Sapone  | s.t.     |
| 3    | Raffaele Ferrara  | 3C-Androni      | a 3"     |
| 4    | Giuliano Figueras | Lampre-Fondital | a 4"     |
| 5    | Luca Mazzanti     | Panaria         | a 6"     |
| 6    | Santo Anzà        | Selle Italia    | s.t.     |
| 7    | Mauricio Soler    | Acqua & Sapone  | s.t.     |
| 8    | Andrea Tonti      | Acqua & Sapone  | s.t.     |
| 9    | Fabio Gilioli     | Universal Caffè | a 11"    |
| 10   | Sergio Barbero    | Selle Italia    | a 15"    |